# Інцидент з підводним човном біля берегів Швеції (2014)
59°23′16.01″ пн. ш. 18°44′8.92″ сх. д. / 59.3877806° пн. ш. 18.7358111° сх. д.
Інцидент з підводним човном біля берегів Швеції — події, пов'язані з пошуками шведськими ВМС невідомого підводного човна біля берегів Швеції в жовтні 2014 року.
17 жовтня в місці пошуків було перехоплене повідомлення про аварію російською мовою, інше повідомлення було шифрованим. Повідомлення передавались направленим променем в бік Калінінграда.

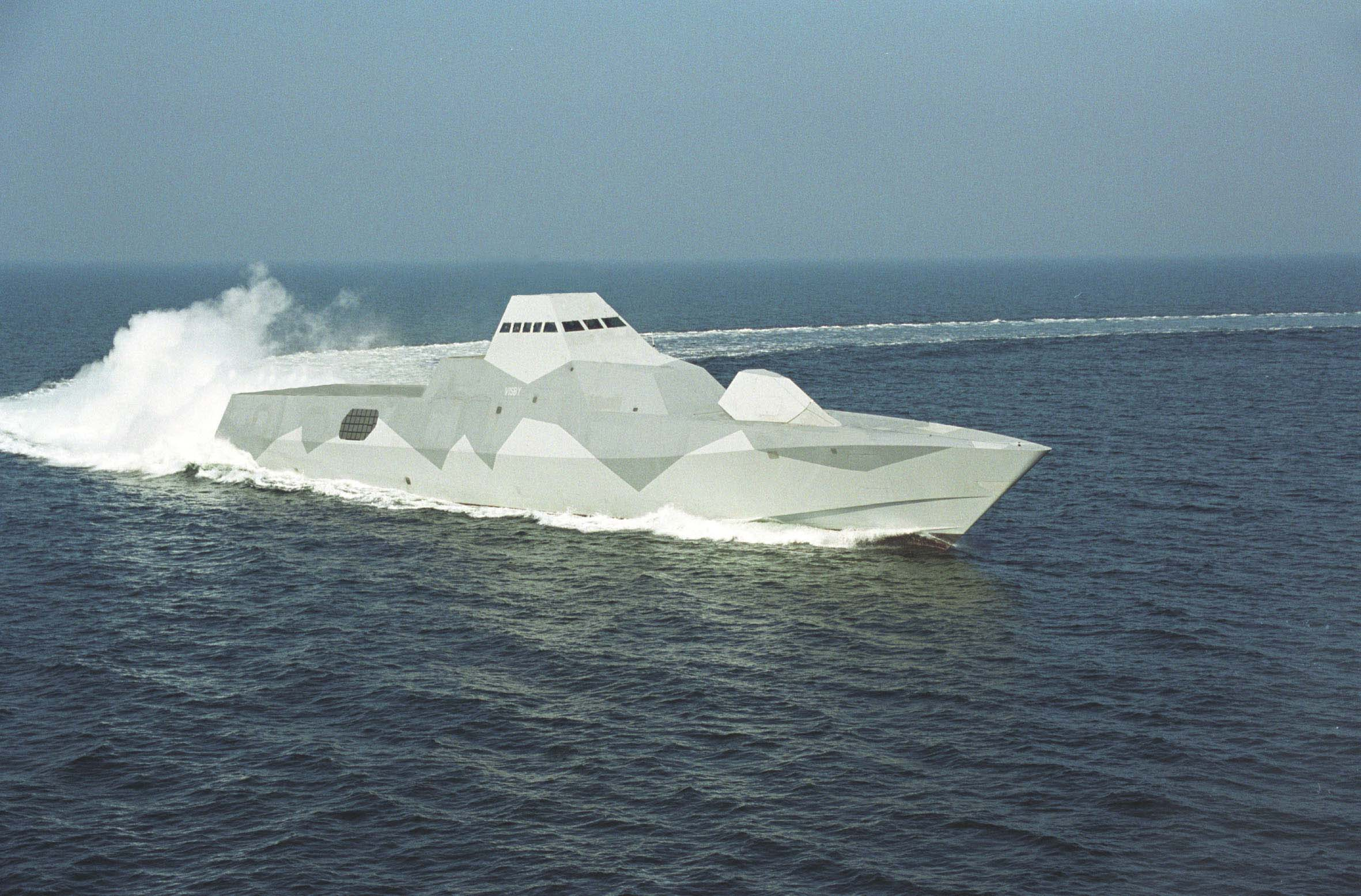
HMS Visby

19 жовтня з'явились перші повідомлення про підводний човен в водах Швеції, коли пройшла прес-конференція, де контр-адмірал Андерс Гренстад (швед. Anders Grenstad) заявив, що в Стокгольмському архіпелазі «ймовірно ведеться іноземна підводна діяльність». Це може бути підводний човен, міні-підводний човен або водолази, пояснив він. В цей же час в пресі з'явились світлини підводного човна (в надводному положенні) у фйордах Швеції. Непрямо, наявність інциденту також підтверджувалась підозрілими переміщеннями російського танкера «NS Concord» (ходить під прапором Ліберії), які вказували на можливе російське походження човна.
20 жовтня Міністр оборони Швеції Петер Хульквіст (швед. Peter Hultqvist) скликав екстрене засідання Комітету з питань оборони Риксдагу.
Цього ж дня Міністерство оборони Росії заявило, що шуканий човен належить Нідерландам — їх субмарина «Бруйнфіс» перебувала в акваторії Балтики минулого тижня.
21 жовтня Швеція — через продовження пошуків невідомої субмарини — закрила повітряний простір над Стокгольмським архіпелагом. Цивільним човнам наказано триматися на відстані 10 кілометрів від військових кораблів, залучених до пошукової операції. В пошуках також задіяні військові гелікоптери та літаки.
24 жовтня о 8 годині ранку пошуки були припинені без повідомлення інформації про їх результати. Загалом пошуки проводились на ділянці моря розміром 30 х 60 км.. 